# Altruisme réciproque
L'altruisme réciproque est en zoologie un comportement altruiste entre deux ou plusieurs individus, reposant sur l'aide proposée à perte et sans condition par chacun d'eux, et produisant à terme un bénéfice commun.

## Définition
Selon la définition proposée en 1971 par le sociobiologiste américain Robert Trivers, l'altruisme réciproque suppose que : 
- un individu exerce une action bénéfique envers un autre sans pouvoir en obtenir un retour direct ou contrôlé ;
- lorsqu'un ou plusieurs autres individus font de même, ces pratiques produisent un effet favorable à l'ensemble des individus concernés.

La logique de l'altruisme réciproque se distingue de l'échange mutuellement consenti par le fait que le premier ne peut être amorcé que par un don à perte. Des mécanismes de régulation sont présents, le plus évident étant qu'un geste altruiste qui coûte trop - en l'absence de bénéfice - finit par disparaitre.

## Exemples
- Le partage de nourriture dans les groupes : le partage consenti par ceux qui ont un excédent ponctuel permet d'espérer une réciprocité ultérieure de la part des bénéficiaires du moment et de lisser ainsi la ressource alimentaire de chacun.